# Vleterbeek
De Vleterbeek (Frans: Vleter Becque) is een riviertje in het Franse Noorderdepartement en de Belgische provincie West-Vlaanderen.
De beek ontspringt aan de Katsberg in gemeente Godewaarsvelde in Frans-Vlaanderen en stroomt vanaf Abele België binnen. Pas in het centrum van Poperinge komt de Vleterbeek samen met de Bommelaarsbeek-Hipshoekbeek en wordt ze de Poperingevaart genoemd. Ter hoogte van de Elzendammebrug mondt de Poperingevaart uit in de IJzer. 

## Geschiedenis
De Poperingevaart is een vaart die Poperinge verbindt met de rivier de IJzer, gegraven in 1166 in opdracht van graaf Filips van de Elzas. In de 14e eeuw onderging de Poperingevaart enkele ingrepen om ze bevaarbaar te maken. De beek werd verbreed, er werd een sluizencomplex gebouwd, spaarkommen werden aangelegd en een drietal vijvers moesten zorgen voor voldoende voeding voor de beek. De Poperingevaart werd bevaarbaar vanaf 1366 vanaf de stadskern van Poperinge tot de monding in de IJzer.